# شيلا دوروثي كينغ
شيلا دوروثي كينغ (بالإنجليزية: Sheila Dorothy King)‏ هي عالمة أحياء دقيقة جامايكية، ولدت في 23 نوفمبر 1932 في باربادوس.